# أكوماجو سبيشل: بوكو دراكولا-كون
أكوماجو سبيشل: بوكو دراكولا-كون (باليابانية: 悪魔城すぺしゃる ぼくドラキュラくん) (بالإنجليزية: Akumajō Special: Boku Dracula-kun)‏ ، هي لعبة فيديو من نوع منصات، أنتجها شركة كونامي عام 1990م وعرضت اللعبة حصراً في اليابان ، وهي لعبة طريفة مخصصة للأطفال.

## وصلات خارجية
- Konami Mobile (Japanese)
- Strategy Wiki - Complete Strategy Guide
- Castlevania Realm
- GameFAQs